# Patiyali
Patiyali là một thị xã và là một nagar panchayat của quận Etah thuộc bang Uttar Pradesh, Ấn Độ.

## Nhân khẩu
Theo điều tra dân số năm 2001 của Ấn Độ, Patiyali có dân số 12.254 người. Phái nam chiếm 53% tổng số dân và phái nữ chiếm 47%. Patiyali có tỷ lệ 45% biết đọc biết viết, thấp hơn tỷ lệ trung bình toàn quốc là 59,5%: tỷ lệ cho phái nam là 53%, và tỷ lệ cho phái nữ là 37%. Tại Patiyali, 18% dân số nhỏ hơn 6 tuổi.